# Helina inflata
Helina inflata är en tvåvingeart som beskrevs av Fang, Li och Deng 1986. Helina inflata ingår i släktet Helina och familjen husflugor.
Artens utbredningsområde är Sichuan (Kina). Inga underarter finns listade i Catalogue of Life.